# 대전비알티
대전비알티(大田BRT, 영어: Daejeon BRT)는 선진여객 컨소시엄의 출자로 설립된 대전광역시의 간선급행버스 운송 사업자다.

## 역사
- 선진여객 컨소시엄이 대전광역시의 간선급행버스 운송 사업자로 선정
- 2016년 7월 20일: 대전역 - 세종특별자치시 - 오송역을 운행하는 간선급행버스 (BRT) 개통

## 운행 노선
- ● B1번: 대전역 ~ 한국개발연구원 ~ 정부세종청사 ~ 오송역[1]

## 보유 차량
전 차량이 뉴 프리미엄 유니버스 스페이스 럭셔리와 뉴 프리미엄 유니버스 럭셔리만 운행하다가 2022년 11월 14일에는 일렉시티 더블데커를 출고했다.